# Monti Zhongtiao
I monti Zhongtiao (cinese semplificato: 中条山; cinese tradizionale: 中條山; pinyin: Zhōngtiáo Shān) sono un'importante catena montuosa situata nel sud della provincia cinese dello Shanxi. Allungandosi con asse nord-est/sud-ovest la catena si congiunge ai monti Taihang a est, sovrastando il fiume Giallo a sud e fronteggiando la valle del fiume Fen a nord-ovest. A ovest i monti sono separati dal fiume Giallo dai monti Qin. La catena si allunga per circa 160 km e culmina a 2321 m sul livello del mare.
Durante la seconda guerra sino-giapponese (1937-1945) l'esercito giapponese avanzò verso ovest nello Shaanxi e accerchiò quest'area molte volte in quella che divenne nota come «campagna dei monti Zhongtiao».
I monti Zhongtiao furono uno dei luoghi di nascita del taoismo nella Cina settentrionale e un importante sito religioso. In tempi antichi l'area fu inoltre un importante centro per l'estrazione del rame e attualmente è una delle basi operative della Zhongtiaoshan Non-ferrous Metals Group Co., Ltd, una delle più grandi compagnie per la lavorazione dei metalli della Cina.